# Булсон
Булсон (фр. Bulson) насеље је и општина у североисточној Француској у региону Шампањ-Арден, у департману Ардени која припада префектури Седан.
По подацима из 2011. године у општини је живело 137 становника, а густина насељености је износила 21,17 становника/km². Општина се простире на површини од 6,47 km². Налази се на средњој надморској висини од 280 метара.

## Демографија
| 1962. | 1968. | 1975. | 1982. | 1990. | 1999. | 2011. |
| ----- | ----- | ----- | ----- | ----- | ----- | ----- |
| 100   | 100   | 94    | 82    | 108   | 123   | 137   |

График промене броја становника у току последњих година